# Hadjina modestissima
Hadjina modestissima är en fjärilsart som beskrevs av Pieter Cornelius Tobias Snellen 1877. Hadjina modestissima ingår i släktet Hadjina och familjen nattflyn. Inga underarter finns listade i Catalogue of Life.